# Championnat de Nouvelle-Zélande de football 2009-2010
Navigation
Saison précédente Saison suivante
La saison 2009-2010 du Championnat de Nouvelle-Zélande de football est la quarante-et-unième édition du championnat de première division en Nouvelle-Zélande et la 6e édition du New Zealand Football Championship. Le NZFC regroupe les huit clubs du pays au sein d'une poule unique, où ils s'affrontent deux fois au cours de la saison, à domicile et à l'extérieur. À la fin de la compétition, les quatre premiers du classement disputent la phase finale pour le titre. Le championnat fonctionne avec un système de franchises, comme dans le championnat australien ou en Major League Soccer; il n'y a donc ni promotion, ni relégation en fin de saison.
C'est le club de Waitakere United qui remporte le titre après avoir battu lors de la finale nationale Auckland City FC, tenant du titre, qui a terminé en tête du classement à l'issue de la saison régulière. C'est le 2e titre de champion de Nouvelle-Zélande de l'histoire du club, après celui remporté en 2008.
Deux places qualificatives pour la Ligue des champions sont attribuées : une pour le premier du classement à l'issue de la saison régulière et une pour le vainqueur de la finale nationale. Si un club termine en tête du classement puis remporte la finale, c'est le deuxième du classement qui reçoit son billet pour la Ligue des champions.

## Les clubs participants
| - Auckland City FC - Waitakere United - Team Wellington - Canterbury United | - Hawke's Bay United - Otago United - YoungHeart Manawatu - Waikato FC |

## Compétition

### Première phase

#### Classement
Le barème utilisé pour établir le classement est le suivant :
- Victoire : 3 points
- Match nul : 1 point
- Défaite : 0 point

| Rang | Équipe              | Pts | J  | G | N | P  | Bp | Bc | Diff |
| ---- | ------------------- | --- | -- | - | - | -- | -- | -- | ---- |
| 1    | Auckland City FC T  | 31  | 14 | 9 | 4 | 1  | 33 | 13 | +20  |
| 2    | Waitakere United    | 29  | 14 | 9 | 2 | 3  | 31 | 22 | +9   |
| 3    | Team Wellington     | 21  | 14 | 7 | 0 | 7  | 22 | 24 | -2   |
| 4    | Canterbury United   | 18  | 14 | 5 | 3 | 6  | 23 | 16 | +7   |
| 5    | Otago United        | 18  | 14 | 5 | 3 | 6  | 16 | 22 | -6   |
| 6    | Hawke's Bay United  | 15  | 14 | 4 | 3 | 7  | 18 | 27 | -9   |
| 7    | YoungHeart Manawatu | 16  | 14 | 4 | 4 | 6  | 19 | 24 | -5   |
| 8    | Waikato FC          | 10  | 14 | 3 | 1 | 10 | 19 | 33 | -14  |

|  | Qualification pour la Ligue des champions 2010-2011 et pour la phase finale |
|  | Qualification pour la phase finale                                          |
|  | T : Tenant du titre                                                         |

#### Résultats
| Résultats (▼dom., ►ext.)                                   | ACFC | CU  | HBU | OU  | TW  | WFC | WU  | YM  |
| Auckland City FC                                           |      | 1-1 | 2-1 | 5-0 | 3-1 | 5-0 | 2-1 | 1-4 |
| Canterbury United                                          | 1-3  |     | 1-1 | 2-0 | 1-4 | 2-0 | 4-0 | 6-0 |
| Hawke's Bay United                                         | 1-6  | 2-1 |     | 2-1 | 0-2 | 3-0 | 2-2 | 2-2 |
| Otago United                                               | 0-0  | 1-3 | 1-0 |     | 3-1 | 2-2 | 1-2 | 1-1 |
| Team Wellington                                            | 0-1  | 2-1 | 0-1 | 0-2 |     | 2-1 | 4-3 | 0-4 |
| Waikato FC                                                 | 1-2  | 1-0 | 4-2 | 0-1 | 2-3 |     | 2-3 | 1-2 |
| Waitakere United                                           | 1-1  | 1-0 | 4-1 | 4-0 | 2-1 | 4-2 |     | 3-2 |
| YoungHeart Manawatu                                        | 1-1  | 0-0 | 1-0 | 0-3 | 0-2 | 2-3 | 0-1 |     |
| - Victoire à domicile - Match nul - Victoire à l'extérieur |      |     |     |     |     |     |     |     |

### Phase finale

#### Tableau
|  | Demi-finales          | Demi-finales         |                       |       | Finale        | Finale        |
|  | Demi-finales          | Demi-finales         |                       |       | Finale        | Finale        |
|  |                       |                      |                       |       |               |               |
|  | 4 et 11 avril 2010    | 4 et 11 avril 2010   |                       |       | 24 avril 2010 | 24 avril 2010 |
|  | 4 et 11 avril 2010    | 4 et 11 avril 2010   |                       |       | 24 avril 2010 | 24 avril 2010 |
|  | [1] Auckland City FC  | 2 - 0                |                       |       | 24 avril 2010 | 24 avril 2010 |
|  | [1] Auckland City FC  | 2 - 0                |                       |       | 24 avril 2010 | 24 avril 2010 |
|  | [4] Canterbury United | 1 - 3                |                       |       | 24 avril 2010 | 24 avril 2010 |
|  | [4] Canterbury United | 1 - 3                | [4] Canterbury United | 1     |               |               |
|  | 4 et 10 avril 2010    |                      | [4] Canterbury United | 1     |               |               |
|  |                       | [2] Waitakere United | 3                     |       |               |               |
|  | [2] Waitakere United  | [2] Waitakere United | 3                     | 2 - 2 |               |               |
|  | [2] Waitakere United  |                      |                       | 2 - 2 |               |               |
|  | [3] Team Wellington   | 3 - 1                |                       |       |               |               |
|  | [3] Team Wellington   | 3 - 1                |                       |       |               |               |

#### Demi-finales
| Équipe 1          | Résultat | Équipe 2         | Aller | Retour |
| ----------------- | -------- | ---------------- | ----- | ------ |
| Canterbury United | 4 - 2    | Auckland City FC | 1 - 2 | 3 - 0  |
| Team Wellington   | 4 - 4e   | Waitakere United | 3 - 2 | 1 - 2  |

#### Finale
| Équipe 1         | Résultat | Équipe 2          |
| ---------------- | -------- | ----------------- |
| Waitakere United | 3 - 1    | Canterbury United |

## Bilan de la saison
| Championnat de Nouvelle-Zélande de football 2009-2010 |                             |
| Champion                                              | Waitakere United (2e titre) |
| Qualifications continentales                          |                             |
| Ligue des champions de l'OFC 2010-2011                | Waitakere United            |
| Ligue des champions de l'OFC 2010-2011                | Auckland City FC            |